# Julian Grundt
Julian Grundt (* 21. Juni 1988 in Heide) ist ein ehemaliger deutscher Fußballspieler, der im Mittelfeld eingesetzt wurde.

## Laufbahn
Grundt begann das Fußballspielen beim holsteinischen Heider SV. Von dort wechselte er 2004 in die Jugendabteilung von Werder Bremen. Hier wurde er 2007 Teil des Reservekaders und spielte zunächst in der Regionalliga Nord. Mit seiner Mannschaft qualifizierte er sich für die neu geschaffene 3. Liga und kam daraufhin am 1. Spieltag der Saison 2008/09 zu seinem Profidebüt, im Auswärtsspiel bei der SpVgg Unterhaching. Im August 2008 erlitt er allerdings einen Kreuzbandriss, wodurch er mehrere Monate pausieren musste. Als er sich gerade wieder davon erholt hatte, ereilte ihn dasselbe Schicksal im März 2009 noch einmal. Infolgedessen beendete er nach der Saison 2009/10 seine aktive Karriere.